# Привреда
- >50,000
- 35,000–50,000
- 20,000–35,000
- 10,000–20,000
- 5,000–10,000
- 2,000–5,000
- <2,000
- недоступни подаци

Привреда, или понекад економија, основна је друштвена делатност једног друштва. У ужем смислу, привреда обухвата производњу, расподелу, размену и потрошњу материјалних добара. У ширем смислу, привреда обухвата све врсте делатности и услуга које омогућавају задовољавање свих човекових потреба. Дата економија је скуп процеса који укључује њену културу, вредности, образовање, технолошку еволуцију, историју, друштвену организацију, политичку структуру, правне системе и природне ресурсе као главне факторе. Ови фактори дају контекст, садржај и постављају услове и параметре у којима привреда функционише. Другим речима, економски домен је друштвени домен међусобно повезаних људских пракси и трансакција који не стоји сам.
У главне привредне делатности спадају: пољопривреда (најважнија привредна делатност), индустрија са рударством (најбитнија делатност у секундарном сектору), грађевинарство, занатство, саобраћај (најбитнија делатност у терцијарном сектору), трговина, и туризам. Треба разликовати појам национална привреда који се односи на делатности у оквиру једне државе и светска привреда који се односи на глобалну делатност. Свака држава има своју привреду (националну привреду) па тако, у мањој или већој мери, учествује у светској привреди.

## Подела привреде
Према сродности привредне делатности делимо на секторе:

### Подела сектора:
- Производни сектори:
  - примарни сектор и секундарни сектор.
- Непроизводни сектори:
  - терцијарни сектор и квартарни сектор.

### Подела по секторима:
- Примарни сектоp:
- пољопривреда (земљорадња, сточарство, лов и риболов) и шумарство.
- Секундарни сектор (лака индустрија и тешка индустрија):
  - индустрија (рударство), грађевинарство и производно занатство.
- Терцијарни сектор:
  - саобраћај, трговина, туризам, угоститељство, занатство, банкарство и комунална привреда.
- Квартарни сектор:[н 1]
  - образовање, наука, култура, информације, здравство и социјална заштита.

| Делатности        | Делатности        |
| Производне        | Непроизводне      |
| ----------------- | ----------------- |
| Примарни сектор   | Терцијарни сектор |
| Секундарни сектор | Квартарни сектор  |

## Примарни сектор
Примарни сектор обухвата производне делатности које за циљ имају производњу прехрамбених добара и сировина за индустрију. У овом сектору спадају:
- пољопривреда (најважнија привредна делатност) и
- шумарство.

Помоћу пољопривреде, добијају се производи за исхрану становништва и индустријске сировине, па је зато пољопривреда једна од најважнијих делатности. Пољопривредом се бави највећи број људи на Земљи.
У ужем смислу, пољопривреда обухвата земљорадњу и сточарство, а у ширем смислу, лов и риболов.

## Секундарни сектор
Секундарни сектор обухвата производне делатности. У овом сектору спадају:
- индустрија (најбитнија делатност у овом сектору);
- грађевинарство и
- производно занатство.[3]

Помоћу машина, сировине се прерађују у полупроизводе и готове производе. Један део индустрије се бави извлачењем сировина из земље (руде, угља, нафте, гаса), док се други део индустрије бави прерадом сировина минералног, биљног и животињског порекла.
Према начину производње и врсти производа, индустрија се дели на:
- тешку индустрију и
- лаку индустрију.

| Подела индустрије            | Подела индустрије         |
| Лака индустрија              | Тешка индустрија          |
| ---------------------------- | ------------------------- |
| Прехрамбена индустрија       | Рударство                 |
| Текстилна индустрија         | Енергетика                |
| Дрвна индустрија             | Металургија               |
| Дуванска индустрија          | Машиноградња              |
| Индустрија коже и обуће      | Електроиндустрија         |
| Лака хемијска индустрија     | Тешка хемијске индустрије |
| Индустрија целулозе и папира | Грађевинска индустрија    |
| Гумарска индустрија          | Машинска индустрија       |

### Тешка индустрија
Тешка индустрија обухвата производњу средстава за рад (машина) и предмета рада (сировина, горива). За вршење ове делатности потребна су велика улагања, као и велике количине енергије и сировина.

### Лака индустрија
Лака индустрија обухвата производњу средстава за широку потрошњу. Она не захтева велика улагања и знато је мање везано за изворе енергије и сировина.

## Терцијарни сектор
Терцијарни сектор обухвата непроизводне делатности. У овом сектору спадају:
- саобраћај;
- трговина;
- туризам;
- угоститељство;
- услужно занатство;
- банкарство и
- комунална привреда.[3]

## Квартарни сектор
Квартни сектор обухвата ванпривредне, непроизводне делатности. У овом сектору спадају:
- образовање;
- наука;
- култура;
- информације;
- здравство;
- социјална заштита и
- државна управа[3]

## Тржишна привреда
Тржишна привреда се заснива на приватној својини, на слободи избора и конкуренцији. Цене се формирају као резултат понуде и тражње. Произвођач је лично заинтересован за производњу, а купцу се пружа могућност великог избора. Тржишна привреда је врло динамична, лако се мењају врста и место производње и брзо се уводе нове технологије.

### Недостаци тржишне привреде
Основни недостатак тржишне привреде састоји се у томе што се током њеног развоја наизменично смењују периоди раста производње и пуне запослености са периодима пада производње, затварања фабрика и отпуштања радника.

## Улога државе у привреди
Не постоји привреда која се развија без мешања државе. Свака држава, у мањој или већој мери, применом закона, утиче на своју привреду и спречава појаву хаоса. Осим тога, свака држава обезбеђује средства (убирањем пореза) и плате запосленима у следећим делатностима:
- војска;
- образовање;
- здравство;
- медицина...

## Развој привреде

### Подела
На развој привреде утичу:
- природни фактори и
- друштвени фактори.

Природни фактори су расположива природна богатства као на пример:
- рељеф;
- клима...

Друштвени фактори су сложенији, бројни и разноврсни. Они могу да буду:
- економско-политички фактори;
- демографски фактори;
- економски фактори;
- научно-технолошки фактори...[1]